# Cylichna
Cylichna is een geslacht van weekdieren uit de klasse van de Gastropoda (slakken).

## Soorten
- Cylichna alba (Brown, 1827)
- Cylichna andamanica E. A. Smith, 1904
- Cylichna assimilis A. Adams, 1862
- Cylichna atahualpa (Dall, 1908)
- Cylichna atlantica E. A. Smith, 1890
- Cylichna attonsa Carpenter, 1865
- Cylichna auberii (d'Orbigny, 1841)
- Cylichna biplicata (A. Adams in Sowerby, 1850)
- Cylichna bulloidea Dell, 1956
- Cylichna candidula A. Adams, 1862
- Cylichna chevreuxi Dautzenberg, 1889
- Cylichna consobrinoides Kuroda & Habe, 1952
- Cylichna cumberlandiana (Strebel, 1908)
- Cylichna cylindracea (Pennant, 1777)
- Cylichna dalli A. E. Verrill, 1882
- Cylichna diegensis (Dall, 1919)
- Cylichna discus Watson, 1883
- Cylichna dulcis Thiele, 1925
- Cylichna eburnea A. E. Verrill, 1885
- Cylichna euthlasta Melvill, 1918
- Cylichna fantasma (Baker & Hanna, 1927)
- Cylichna gelida (E. A. Smith, 1907)
- Cylichna georgiana (Strebel, 1908)
- Cylichna gouldii (Couthouy, 1839)
- Cylichna grandi (A. Adams)
- Cylichna granulum (Philippi, 1851)
- Cylichna grovesi Valdés, 2008
- Cylichna inca (Dall, 1908)
- Cylichna inedita A. Adams, 1862
- Cylichna involuta (A. Adams, 1850)
- Cylichna krebsii Mörch, 1875
- Cylichna labiata Watson, 1883
- Cylichna latiuscula A. Adams, 1862
- Cylichna lemchei Bouchet & Warén, 1979
- Cylichna lepidula A. Adams, 1862
- Cylichna luticola (C. B. Adams, 1852)
- Cylichna magna Lemche, 1941
- Cylichna mongii (Audouin, 1826)
- Cylichna nucleola (Reeve, 1855)
- Cylichna orycta (Watson, 1883)
- Cylichna parallela A. Adams, 1862
- Cylichna petiti Dautzenberg, 1923
- Cylichna piettei Dautzenberg & H. Fischer, 1896
- Cylichna pizarro (Dall, 1908)
- Cylichna propecylindracea (de Gregorio, 1890)
- Cylichna protracta Gould, 1859
- Cylichna proxima A. Adams, 1862
- Cylichna pumila A. Adams, 1862
- Cylichna remissa E. A. Smith, 1890
- Cylichna rimata A. Adams, 1862
- Cylichna sibogae Schepman, 1913
- Cylichna stephensae Strong & Hertlein, 1939
- Cylichna syngenes Preston, 1916
- Cylichna tanyumphalos Valdés, 2008
- Cylichna thetidis Hedley, 1903
- Cylichna tubulosa Gould, 1859
- Cylichna veleronis Strong & Hertlein, 1939
- Cylichna verrillii Dall, 1889
- Cylichna villersii Audouin, 1826
- Cylichna vortex (Dall, 1881)
- Cylichna zealandica Kirk, 1880